# فلانری اوکانر
مری فلانر اوکانر (به انگلیسی: Mary Flannery O'Connor) رمان‌نویس، نویسنده داستان کوتاه و مقاله‌نویس آمریکایی بود.

## زندگی‌نامه
فلانری اوکانری در ۲۵ مارس سال ۱۹۲۵ به عنوان تنها فرزند ادوارد اوکانر و رجینا کلاین در شهر ساوانا واقع در ایالت جورجیا متولد شد. او دوران کودکی خود را به سان کبوتری ترسو که با عقده‌های کوچک خود تنها رها شده است توصیف می‌کند او در سن شش سالگی برای اولین بار طعم پیروزی را احساس کرد و مردم در جشن پته برای اولین بار مری اوکانر کوچک را با جوجه‌اش دیدند فیلمی که از وی گرفته شده بود در ایالتهای اطراف به نمایش درآمد او می‌گوید: 
هنگامیکه شش ساله بودم به جوجه‌ام یاد داده بودم عقب عقب راه برود در آن دوره کمکی که به جوجه ایی خرد درزندگی ام کرده بودم نقطه‌ای پراهمیت در زندگی ام محسوب می‌گردید انگار که به خودم کمک می‌کردم از آن به بعد بود که ضعف برایم معنی شد و از آن به بعد همه چیز برایم سیری قهقرائی پیدا کرد.
 در ۱ فوریه سال ۱۹۴۱ بیماری که با آن دست و پنجه نرم می‌کرد او را به ورطه مرگ کشاند و در سن پانزده سالگی پس از تجربه‌ای که او را تقریباً به ورطه نابودی کشانده بود خود را برای رفتن به کالج آماده ساخت در سال ۱۹۴۲ پس از فارغ‌التحصیلی از مقطع متوسطه به کالج جورجیا واقع در دانشگاه ایالتی راه یافت و به سرعت و پس از سپری شدن سه سال فارغ‌التحصیل شد و مدرک خود را در علوم اجتماعی اخذ نمود و پس از آن در کارگاه نویسندگی لوآ در دانشگاه لوا پذیرفته شد. اینجا در واقع اولین جایی است که او اولین آموزشها را در عرصه روزنامه‌نگاری فرا گرفت؛ و در آنها بود خود در میان شماری از مهم‌ترین نویسندگان و منتقدان ادبی مطرح آن روزگار یافت که در میان ایشان به افرادی چون رابرت پن وارن جان کرو رانسوم روبی مکاوولی آستین وارن و اندرو لیت اشاره کرد لیت برای مدتها ویراستاری روزنامه سوئینی ریویو را بر عهده داشت و از اولین تحسین کنندگان آثار اوکانر به‌شمار می‌رفت و بعدها چندین داستان را از او در سوئینی ریویو انتشار داد و نقدهای مثبتی را بر آثار وی نگاشت. راهنمای جلسات رابرت انگل نام داشت او اولین کسی بود که به نقد و بررسی نخستین اثر مهم اوکانر شهود (Wise Blood) و آن را مورد ستایش قرار داد.

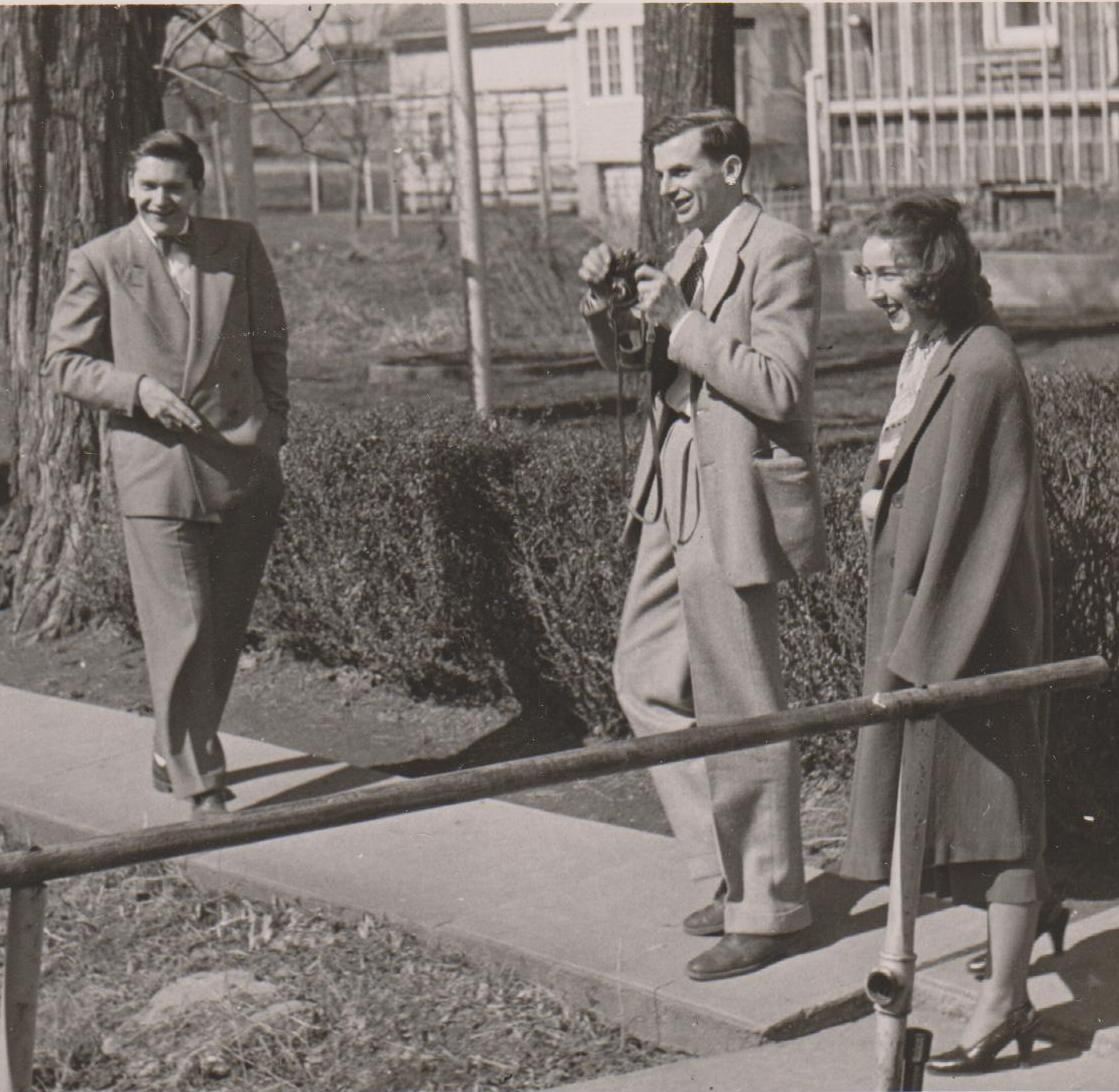

او در سال ۱۹۴۹ به پیشنهاد غافلگیرکننده رابرت فیتزجرالد (مترجم مشهور آثار کلاسیک) و همسرش سالی پاسخ مثبت داد و در کنار آنها در شهر ردینگ ایالت کانتیکات اقامت گزید در سال ۱۹۵۱ مانند پدرش علائم بیماری لوپوس التهابی را در خود مشاهده کرد و به ناچار برای ادامه زندگی به مزرعه اجدادی خود آندولوزیا در میلجویل ایالت جورجیا بازگشت و برای مدتی بیش از پنج سال در آنجا به سر برد. او در آنجا در کنار مشغولیت نویسندگی به پرورش پرندگان از جمله صد طاووس پرداخت. او خود را مجذوب پرندگان یافت. ساعات زیادی از روز را در کنار مرغها، اردکها و غازها و دیگر گونه‌های کمیاب که امکان پرورش آنها بود سپری می‌کرد. این دوره در زندگی وی به قدری تأثیرگذار بود که آثار آن را در زندگی و کتابهای وی می‌توان سراغ گرفت. او نوشته‌های خود در خصوص طاووسهایش را در نوشته‌ایی تحت عنوان پادشاه پرندگان سامان داد همین دوره از زندگی متزلزل وی برای او آشکار کننده خصوصیات ظریفی از رفتار بشر بود برای همین به طریقی پارسامنشانه تحت لوای آئین پروتستان (bibl belt) روی آورد که تحت پوشش پروتستانهای حاشیه جنوب در آمریکا قرار داشت. او به جمع‌آوری کتاب در خصوص آئین کاتولیک و الهیات پرداخت و زمان بیشتری را صرف تنظیم ادبیات منبعث از الهیات و سفرهای مختلف پرداخت تا اینکه وضع جسمانی‌اش رو به وخامت نهاد. او در این زمان به اتمام حسب و حال شخصی خود همت گماشت. سبک نگارش وی را در خصوص این اثر همتای دو اثر معروف دیگر از الیزابت بیشاپ و رابرت لاوی ذکر کرده‌اند. او هرگز ازدواج نکرد و تا آخر عمر رابطه نزدیک خود را با مادرش رجینا کلاین اوکانر حفظ کرد.
او بیش از بیست داستان کوتاه و دورمان را درهنگام دست و پنجه نرم کردن با بیماری لوپوس به پایان برد. سرانجام در سوم اوت سال ۱۹۶۴ در بیمارستان بالدوین کانتی ایالت جورجیا زندگی او در سی و نه سالگی برای همیشه خاتمه یافت. او را در گورستان مموری هیل به خاک سپردند مادر او در سال ۱۹۹۷ از دنیا رفت.

## دوره فعالیت
اوکانر در خصوص توجه عمیقی که به فضای گروتسک در آثارش داشت چنین گفته است: 
هر پدیده و اتفاقی که در جنوب به وقوع می‌پیوندد در از مجرای فضای گروتسک برای یک خواننده شمالی قابل فهم خواهد بود در صورتی که من قصد آن را ندارم که بر روی واقعگرائی بیش از اندازه تأکید کرده باشم
. فضا و مکانیت آثار وی در محدوده شمالی حول محور شخصیتهایی با نقیصه‌های اجتماعی که بیشتری در میان مایه آن مواردی همچون بحث‌های قومی نژادی دور می‌زند اختصاص دارد. یکی از شاخصه‌های سبکی وی در آثارش دادن اطلاعات پراکنده به خواننده برای دادن نوعی قدرت پیشگوئی در اتفاقات و گره‌های دراماتیک در اثر است. بیشتر فضای آثار او حول عناصری است که او در زندگی خود نسبت به آنها بدبین بود. او می‌گوید: تلاش من بر این بوده تا به صورتی نیش دار به خوی بی‌رحم بشری که از آن به عنوان یک نمونه عالی یاد می‌شود بپردازم. او می‌نویسد: داستانهایم توصیفگر شرایط سختی هستند اما این مسئله سخت‌تر یا کمتر از آن در خصوص احساسات مسیحی نیست… وقتی می‌بینم این داستانها به صورتی ترسناک روایت می‌شوند از خواندنشان حالتی مسخره به من دست می‌دهد.
نام دو رمان او عبارتند از: شهود (۱۹۵۹) خشونت را تاب بیاور (۱۹۶۰) و داستانهای کوتاه وی از این قرار می‌باشد: انسان خوب چه دیریاب است (۱۹۵۹) و هر چه آغاز می‌شود پایانی دارد (که پس از مرگ او در سال ۱۹۶۵ انتشار یافت).
او عمیقاً دارای احساسات مذهبی بود و گرایش‌های تومیستی وی، او را در برابر خدا خاضع می‌ساخت. در دوران معاصر در حوزه ادبیات نویسنده را مانند او با دغدغه‌های زهد مآبانه نمی‌توان سراغ گرفت. البته نتایج تحقیقات روان‌شناس معروف امرسون در خصوص زندگی و آثارش این نظریه را که ضعف جسمانی و تا حدود زیادی بر روی این خصائص تأثیر داشته را تا حدود زیادی تأیید کرد.

## آثار
- «مجموعهٔ داستان‌های کوتاه فلانری اوکانر» با ترجمهٔ آذر عالی‌پور،[۷] نشر آموت
- گرین لیوز
- شهود (خون هوشیار)
- آدم خوب کمیاب است (مرد خوب سخت پیدا می‌شود)
- فرزانگی ذاتی
- پیروزی با مردم خشن است
- از خشونت دست بردار
- شمعدانی
- آوارگان